# A budapesti József körút épületeinek listája
Az alábbi lista a budapesti Nagykörút József körúti részének épületeit tartalmazza.

## Számozási rendszere
A Nagykörút teljes hossza a Margit hídtól a Petőfi hídig 4141 méter. Számozásának iránya, a páros-páratlan oldalak váltakoznak. Egyes részeinek hossza és számozása az alábbi módon alakul:
- Szent István körút: 553 m, Jászai Mari tér – Nyugati tér:
1–29. (Balassi B. u. > Bajcsy-Zs. út), 2–30. (Pozsonyi u. > Váci út.)
- Teréz körút: 1054 m, Nyugati tér – Király u.:
57–1. (Nyugati pu. < Andrássy út), 62–2. (Jókai u. < Andrássy út)
- Erzsébet körút: 764 m, Király u. – Blaha Lujza tér:
53–1. (Városliget felőli, külső oldal), 58–2. (Duna felőli, belső oldal)
- József körút: 1223 m, Blaha Lujza tér – Üllői út:
3[1]–87. (Duna felőli, belső oldal), 2–86. (Rákóczi tér felőli, külső oldal)
- Ferenc körút: 556 m, Üllői út  – Boráros tér:
45–1. (Üllői út < Soroksári út), 58–2. (Angyal István park < Ráday utca)

A Nagykörút szélessége teljes hosszában 37,92 méter, így felülete 157 027 m2. Mérete a mindössze 124 944 m2 területű Városmajorral összehasonlítva könnyen érzékeltethető.
A körút tengerszint feletti legmagasabb pontja a Nyugati pályaudvar előtt van, 106,09 méterrel a tenger szintje felett. (A Duna normál szintjéhez viszonyítva 10,69 méter magasan.) Ettől a ponttól az út nyomvonala mindkét híd irányába egyaránt lejt, a József körút közepe táján 104,16 méter, míg a legalacsonyabb pontját a Boráros térnél elérve, 103,33 méteres tengerszint feletti magasságon. A 2,76 méteres terepkülönbséget – ekkora távolságban – az emberi szem nem érzékeli. A magassági viszonyok a körút alatt húzódó főgyűjtőcsatorna esését megfelelően tudják tehát biztosítani.
A házszámozás a Nagykörút két vége, vagyis a Duna felől, illetve középen a Blaha Lujza tértől növekvő irányú. A Nyugati térnél és az Üllői útnál megfordul, tehát innen a számok csökkennek. Az irány megváltozásával a páros-páratlan oldalak is felcserélődnek, vagyis a Szent István krt., József krt. külső oldala páros, míg a Teréz krt., Erzsébet krt., Ferenc krt. belső, Kiskörút felőli oldala.

## 1–10.
| Kép | Házszám | Név                                                                     | Építés ideje          | Tervező          | Megjegyzés | További képek a Wikimédia Commonson |
| --- | ------- | ----------------------------------------------------------------------- | --------------------- | ---------------- | --- | ----------------------------------- |
|     | 1-3.    | üres telek, Blaha Lujza tér                                             |                       |                  | 1875 és 1965 között a Népszínház (tervezte: Kéler Napóleon, Buzzi Bódog) állt itt. A 2-es metróvonal építése miatt bontották el. |                                     |
|     | 2.      | László-bérház                                                           | 1893–1895 vagy 1897   | Kiss István      | |                                     |
|     | 4.      | Nemzeti Szálló, volt Rémy Szálló                                        | 1894–1896 / 1895–1897 | Schannen Ernő    | |                                     |
|     | 5.      | Europeum Shopping Center and Parking Garage                             | 2006–2010             |                  | |                                     |
|     | 6.      | Magyar Királyi Állami Felső Építő Ipariskola és Technológiai Iparmúzeum | 1887–1888             | Hauszmann Alajos | |                                     |
|     | 7.      | Mészáros-bérház                                                         | 1893 vagy 1912        |                  | |                                     |
|     | 8.      | Tafler-bérház                                                           | 1894                  | Illés Gyula      | |                                     |
|     | 9.      | Hazay-bérház                                                            | 1893                  |                  | |                                     |
|     | 10-12.  | Tafler-bérház                                                           | 1894–1895             | Illés Gyula      | |                                     |

## 11–20.
| Kép | Házszám | Név                 | Építés ideje   | Tervező                           | Megjegyzés | További képek a Wikimédia Commonson |
| --- | ------- | ------------------- | -------------- | --------------------------------- | ---------- | ----------------------------------- |
|     | 11.     | Gonda-bérház        | 1891           | Dániel György                     |            |                                     |
|     | 14.     | Ehrenfeld-bérház    | 1894–1895      | Novák Ferenc                      |            |                                     |
|     | 13-15.  | Rolfy–Hauser-bérház | 1886           | Hubert József és Móry Károly      |            |                                     |
|     | 16.     | Sasch-bérház        | 1895 vagy 1898 |                                   |            |                                     |
|     | 17.     | Svadló-bérház       | 1891           | Illés Gyula                       |            |                                     |
|     | 18.     | Bodánszky-bérház    | 1894           | Malatinszky Elek és Skacel József |            |                                     |
|     | 19.     | Fröhlich-bérház     | 1895–1896      |                                   |            |                                     |
|     | 20.     | Hettyey-bérház      | 1891 vagy 1895 |                                   |            |                                     |

## 21–30.
| Kép | Házszám | Név                | Építés ideje      | Tervező                           | Megjegyzés                                                  | További képek a Wikimédia Commonson |
| --- | ------- | ------------------ | ----------------- | --------------------------------- | ----------------------------------------------------------- | ----------------------------------- |
|     | 21.     | Farkas-bérház      | 1886–1887         | Markutz János vagy Markutz József |                                                             |                                     |
|     | 22-24.  | bérház             | 1892              |                                   | 1914-ben Milan Michal Harminc tervei alapján átalakították. |                                     |
|     | 23.     | bérház             | 1885 k. vagy 1891 |                                   |                                                             |                                     |
|     | 25.     | Horovitz-bérház    | 1891–1892         |                                   |                                                             |                                     |
|     | 26.     | Paulheim-bérház    | 1890              | Hudetz János                      |                                                             |                                     |
|     | 27.     | Petschacher-bérház | 1889              | Petschacher Gusztáv               |                                                             |                                     |
|     | 28.     | Schulz-bérház      | 1889–1890         |                                   |                                                             |                                     |
|     | 29.     | bérház             | 1891 vagy 1895 k. |                                   |                                                             |                                     |
|     | 30-32.  | Sváb-bérház        | 1893              | Freund Vilmos                     |                                                             |                                     |

## 31–40.
| Kép | Házszám | Név                     | Építés ideje   | Tervező                                      | Megjegyzés | További képek a Wikimédia Commonson |
| --- | ------- | ----------------------- | -------------- | -------------------------------------------- | ---------- | ----------------------------------- |
|     | 31/a.   | bérház                  | 1893           |                                              |            |                                     |
|     | 31/b.   | Stern–Tafler-bérház     | 1894–1895      |                                              |            |                                     |
|     | 33.     | Mészáros-bérház         | 1890 vagy 1893 |                                              |            |                                     |
|     | 34.     | Preisz-bérház           | 1887–1888      | Preisz és Szabó                              |            |                                     |
|     | 35.     | Nádasdy-bérház          | 1897–1898      | Mészáros és Grestenberger                    |            |                                     |
|     | 36.     | Stern–Baumgarten-bérház | 1894           | Quittner Zsigmond                            |            |                                     |
|     | 37-39.  | Ámon-bérház             | 1897–1898      | Ámon József                                  |            |                                     |
|     | 38.     | Pálfy-bérház            | 1891–1892      | Baumann Károly Bernát és Kölber Károly Lajos |            |                                     |
|     | 40.     | bérház                  | 1880–1882      | Baumann Károly Bernát és Kölber Károly Lajos |            |                                     |

## 41–50.
| Kép | Házszám | Név              | Építés ideje | Tervező                         | Megjegyzés | További képek a Wikimédia Commonson |
| --- | ------- | ---------------- | ------------ | ------------------------------- | ---------- | ----------------------------------- |
|     | 41.     | Hikisch-bérház   | 1890         | Hikisch Lajos és Schubert Ármin |            |                                     |
|     | 42.     | Feledi-bérház    | 1891         |                                 |            |                                     |
|     | 43.     | bérház           | 1883         |                                 |            |                                     |
|     | 44.     | Gutwillig-bérház | 1888         | Gutwillig József                |            |                                     |
|     | 45.     | Schulek-bérház   | 1891         |                                 |            |                                     |
|     | 46.     | bérház           | 1890 k.      |                                 |            |                                     |
|     | 47.     | Höfler-bérház    | 1898         | Höfler József                   |            |                                     |
|     | 48.     | Mendl-bérház     | 1872–1874    | Hauszmann Alajos                |            |                                     |
|     | 49.     | Bergh-bérház     | 1880–1882    | Bergh Károly                    |            |                                     |
|     | 50.     | Habelt-bérház    | 1871         | Dörschug Antal                  |            |                                     |

## 51–60.
| Kép | Házszám | Név                                         | Építés ideje | Tervező                         | Megjegyzés | További képek a Wikimédia Commonson |
| --- | ------- | ------------------------------------------- | ------------ | ------------------------------- | ---------- | ----------------------------------- |
|     | 51.     | modern lakóház                              | 1965         |                                 |            |                                     |
|     | 52-56.  | Schubert (Neuhauser és Rockenstein?)-bérház | 1894         | Hikisch Lajos és Schubert Ármin |            |                                     |
|     | 53.     | Eder-bérház                                 | 1885–1886    | Meinig Artúr                    |            |                                     |
|     | 55-57.  | Hubert-bérház                               | 1894         | Hubert József és Móry Károly    |            |                                     |
|     | 58.     | bérház                                      | 1889         | Fekete Elek                     |            |                                     |
|     | 59-61.  | Gorove-bérház                               | 1891–1892    | Hubert József és Móry Károly    |            |                                     |
|     | 60.     | Loser-bérház                                | 1889–1890    |                                 |            |                                     |

## 61–70.
| Kép | Házszám | Név                        | Építés ideje   | Tervező                           | Megjegyzés | További képek a Wikimédia Commonson |
| --- | ------- | -------------------------- | -------------- | --------------------------------- | ---------- | ----------------------------------- |
|     | 62.     | Wirnhadt-bérház            | 1894           |                                   |            |                                     |
|     | 63.     | Farkas-bérház              | 1897–1899      | Korb Flóris, Giergl Kálmán        |            |                                     |
|     | 64.     | Kostaczky–Weinhardt-bérház | 1889–1892      | Tóth Sándor, Majorossy Géza       |            |                                     |
|     | 65.     | bérház                     |                |                                   |            |                                     |
|     | 66.     | Lindenbaum-bérház          | 1895–1896      | Malatinszky Elek és Skacel József |            |                                     |
|     | 67.     | Krail-bérház               | 1879           | Fekete Elek                       |            |                                     |
|     | 68.     | Hubert-bérház              | 1889           | Hubert József és Móry Károly      |            |                                     |
|     | 69.     | Krail-bérház               | 1887 vagy 1889 | Ámon József, Fekete Elek          |            |                                     |
|     | 70.     | bérház                     | 1893           |                                   |            |                                     |

## 71–80.
| Kép | Házszám | Név              | Építés ideje   | Tervező                                    | Megjegyzés | További képek a Wikimédia Commonson |
| --- | ------- | ---------------- | -------------- | ------------------------------------------ | ---------- | ----------------------------------- |
|     | 71-73.  | Krail-bérház     | 1888–1889      | Quittner Zsigmond                          |            |                                     |
|     | 72.     | Temesvári-bérház | 1888           | Baumann Károly Bernát, Kölber Károly Lajos |            |                                     |
|     | 74-76.  | Jäger-bérház     | 1896–1897      | Devecis Ferenc,                            |            |                                     |
|     | 75.     | bérház           | 1886           |                                            |            |                                     |
|     | 78.     | bérház           | 1892           |                                            |            |                                     |
|     | 77-79.  | bérház           | 1896           |                                            |            |                                     |
|     | 80.     | Berger-bérház    | 1891 vagy 1892 | Sivirsky Antal                             |            |                                     |

## 81–87.
| Kép | Házszám | Név                        | Építés ideje | Tervező                         | Megjegyzés                                                         | További képek a Wikimédia Commonson |
| --- | ------- | -------------------------- | ------------ | ------------------------------- | ------------------------------------------------------------------ | ----------------------------------- |
|     | 81.     | bérház                     | 1960         |                                 |                                                                    |                                     |
|     | 82.     | a Magyar Építő Rt. bérháza | 1921–1927    | Bauer Emil                      |                                                                    |                                     |
|     | 83.     | Neumann-bérház             | 1889–1890    | Wellisch Alfréd                 |                                                                    |                                     |
|     | 84.     | a Magyar Építő Rt. bérháza | 1927         | Bauer Emil                      | Korábban a Gschwindt-féle Szesz-Élesztő-Likőr és Rumgyár állt itt. |                                     |
|     | 85.     | bérház                     | 1885–1886    | Hikisch Lajos és Schubert Ármin |                                                                    |                                     |
|     | 86.     | lakóház                    | 1957–1959    | Csics Miklós                    | A páros oldal utolsó épülete.                                      |                                     |
|     | 87.     | Rumbach-bérház             | 1889–1890    | Petschacher Gusztáv             | A páratlan oldal utolsó épülete.                                   |                                     |

## Egyéb irodalom, hivatkozások
- Pilkhoffer Mónika: Lang Adolf építész munkássága; Terc Kft., Budapest, 2017, ISBN 9786155445453
- Déry Attila: Józsefváros. VIII. kerület. TERC Kft., Budapest, 2007. ISBN 9789639535602 (Budapest építészeti topográfiája IV.)
- Rozsnyai József: Neobarokk építészet Magyarországon az Osztrák–Magyar Monarchia idején különös tekintettel Meinig Arthur építész munkásságára, 2011 (doktori disszertáció, könyv formában nem jelent meg)
- Nagykörút Portálprogram